# 러시아-튀르크 전쟁 (1877년~1878년)
러시아-튀르크 전쟁 (1877년~1878년) 또는 튀르크어로 93 하비(튀르키예어: 93 Harbi)은 오스만 제국과 동방 정교회 연합군이 벌인 전쟁으로, 1877년 4월 24일부터 1878년 3월 3일까지 이어졌다. 동방 정교회 연합군은 러시아 제국이 주도한 동맹으로, 불가리아 공국, 세르비아 공국, 몬테네그로 공국, 몰다비아 왈라키아 연합 공국이 이 동맹에 참여했다. 보스니아 혁명군과 불가리아 의용군도 이 전쟁에 가담했다. 전쟁은 발칸반도와 캅카스산맥에서 발발했고, 이 전쟁으로 인해 19세기 발칸 국가들에서 민족주의가 발흥하게 되었다. 크림 전쟁에서 잃어버린 영토를 되찾기 위해 러시아 제국은 흑해에 기지를 설립하고, 오스만 제국으로부터 독립하려는 발칸반도 내에 위치한 국가들의 정치 운동을 지지하였다.
러시아 제국 주도의 동맹군은 승리를 거두었다. 이 결과 러시아 제국은 캅카스 산맥의 여러 지역들을 합병했다. 루마니아, 세르비아, 몬테네그로는 오스만 제국으로부터 완전한 독립을 이루었으며, 불가리아 공국이 재수립되어 불가리아인들의 자치권이 확장되었다. 불가리아 공국은 다뉴브강과 소피아 지역의 통치권을 오스만 제국에게서 이양받았다. 1878년 베를린 회의를 통해 이 전쟁의 결과가 국제적으로 승인되었다.

## 배경

### 오스만 정부의 기독교도 학대
크림 전쟁을 끝낸 1856년 파리 조약에 따라 오스만 제국은 제국 내 기독교도들을 무슬림과 동등하게 대해야 했으며, 조약이 체결되기 이전인 1839년 오스만 정부는 이미 하티 샤리프 칙령을 통해 무슬림과 비무슬림의 동등한 권리를 보장했다. 예를 들어 비무슬림에게 부과되던 지즈야가 폐지되었고 비무슬림도 군대에 지원할 수 있게 되었다. 하지만 1860년대 연이은 기독교도들의 반란과 이에 대한 오스만 제국의 탄압으로 인해 외국 정부들은 오스만 제국의 내정에 간섭할 수 있는 기회를 얻게 되었다.

## 같이 보기
- 러시아-튀르크 전쟁
- 산스테파노 조약
- 베를린 회의
- 베를린 조약 (1878년)